# Johann Langenegger

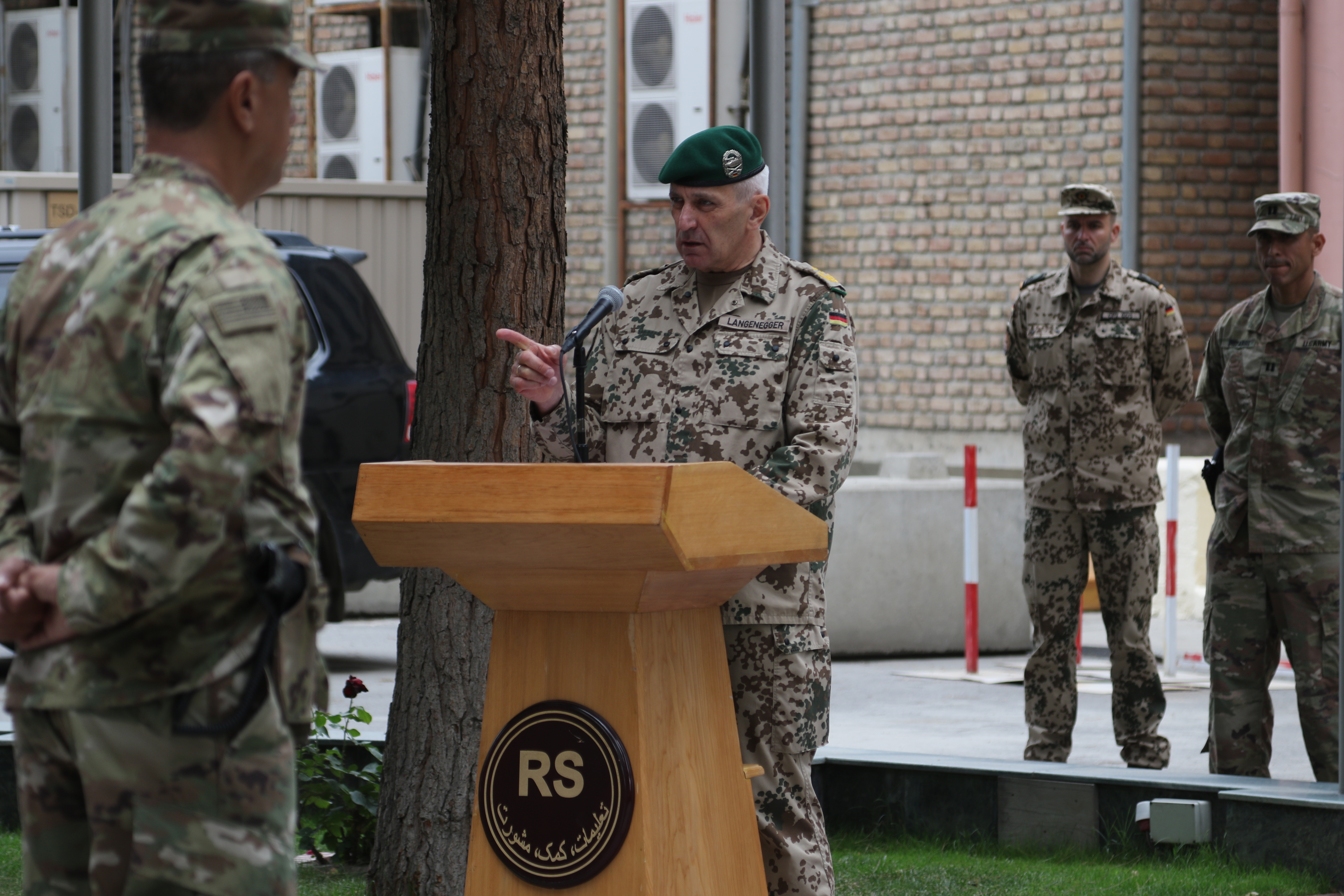
Generalleutnant Langenegger als Chief of Staff Resolute Support Mission im Mai 2018

Johann Langenegger (* 17. Mai 1958 in Dachau) ist ein Generalleutnant a. D. des Heeres der Bundeswehr. In seiner letzten Verwendung war er stellvertretender Inspekteur des Heeres und Kommandeur Einsatz im Kommando Heer in Strausberg.

## Militärische Laufbahn

### Ausbildung und erste Verwendungen
Langenegger trat am 1. Juli 1978 als Offizieranwärter beim Panzergrenadierbataillon 292 in Immendingen in den Dienst der Bundeswehr. Von 1979 bis 1983 erfolgte die Ausbildung zum Offizier und das Studium der Pädagogik an der Universität der Bundeswehr München, welches er als Diplom-Pädagoge abschloss. Nach dem Studium diente Langenegger von 1984 bis 1991 als Zugführer, Nachrichtenoffizier (S2) und Kompaniechef im Panzergrenadierbataillon 113 in Cham (Oberpfalz). Von 1991 bis 1993 absolvierte er den 34. Generalstabslehrgang an der Führungsakademie der Bundeswehr in Hamburg.

### Dienst als Stabsoffizier
In Anschluss an den Generalstabslehrgang erhielt er die Beförderung zum Major und diente von 1993 bis 1995 beim Amt für Studien und Übungen der Bundeswehr im Bereich Operations Research in Ottobrunn als Studienprojektoffizier Heeresentwicklung. Von 1995 bis 1997 war Langenegger in Bad Reichenhall als Operations- und Ausbildungsstabsoffizier (G3) im Stab der Gebirgsjägerbrigade 23 unter dem Kommando von Oberst Wolf-Dieter Löser eingesetzt. Von 1997 bis 1999 übernahm Oberstleutnant Langenegger ebenfalls in Bad Reichenhall das Kommando über das Gebirgsjägerbataillon 231.
1999 ging er zurück an die Führungsakademie und diente dort bis 2001 als Tutor und Dozent für Truppenführung in der Generalstabsausbildung. Von 2001 bis 2003 war er im Berliner Bundesministerium der Verteidigung als Referent im Arbeitsbereich Bundeswehrplanung und Kontrolle im Planungsstab unter der Leitung von Generalleutnant Wolfgang Schneiderhan und später Franz H. U. Borkenhagen eingesetzt. Von 2003 bis 2005 diente Langenegger im NATO-Hauptquartier in Brüssel als Deputy Executive Coordinator beim Direktor des Internationalen Militärstabes.
Wieder in Deutschland war Langenegger von 2005 bis 2006 als persönlicher Referent und Büroleiter des Parlamentarischen Staatssekretärs Friedbert Pflüger (CDU) eingesetzt. Nach dem Ausscheiden Pflügers war Langenegger noch bis 2009 in derselben Position für Thomas Kossendey (CDU) tätig.

### Dienst als General
Am 15. Mai 2009 übernahm Langenegger in Bad Reichenhall schließlich von Brigadegeneral Erich Pfeffer das Kommando über die Gebirgsjägerbrigade 23, die er bis zum 16. Mai 2012 führte. Mit Wirkung vom 1. November 2009 wurde Langenegger zum Brigadegeneral ernannt. 
Vom 27. April 2012 bis zum 4. Juni 2013 diente Langenegger als Nachfolger Manfred Hofmeyers bei der 10. Panzerdivision in Sigmaringen als Stellvertretender Divisionskommandeur und Kommandeur der Divisionstruppen. Da der Dienstposten des Kommandeurs mit Versetzung von Erhard Bühler bis zur Auflösung der Division unbesetzt bleibt, führte Langenegger diese bis dahin.
Von Mai 2014 bis 23. Februar 2017 war er – im Rang eines Generalmajors – Kommandeur der 1. Panzerdivision in Oldenburg. Diesen Dienstposten übergab er an Brigadegeneral Markus Laubenthal.
Am 11. Juni 2017 übernahm Langenegger, unter Beförderung zum Generalleutnant, von Generalleutnant Jürgen Weigt den Dienstposten als Chef des Stabes der Mission Resolute Support in Afghanistan. Am 16. Juni 2018 übergab er die Dienstgeschäfte an Generalleutnant Alfons Mais. Am 30. August 2018 übernahm Langenegger von Generalleutnant Carsten Jacobson den Dienstposten als stellvertretender Inspekteur des Heeres und Kommandeur Einsatz im Kommando Heer in Strausberg. Im März 2023 wurde er in den Ruhestand versetzt.

### Einsätze
- 2010/11 ISAF Stellvertretender Stabschef (DCOS) Security Regional Command (RC) North,  Mazar-e Sharif, Afghanistan
- 2017/18 Resolute Support Mission Chief of Staff, Kabul, Afghanistan

### Auszeichnungen
- Ehrenkreuz der Bundeswehr in Gold
- Einsatzmedaille der Bundeswehr ISAF
- NATO-Medaille ISAF
- Niederländisches Verdienstzeichen (Kruis van Verdienste)
- 2017: Bayerischer Verdienstorden[9]
- 2022: Träger des Ritterordens der französischen Ehrenlegion[10]

## Privates
Langenegger ist verheiratet und hat zwei Kinder.